# 九十九灣小木站

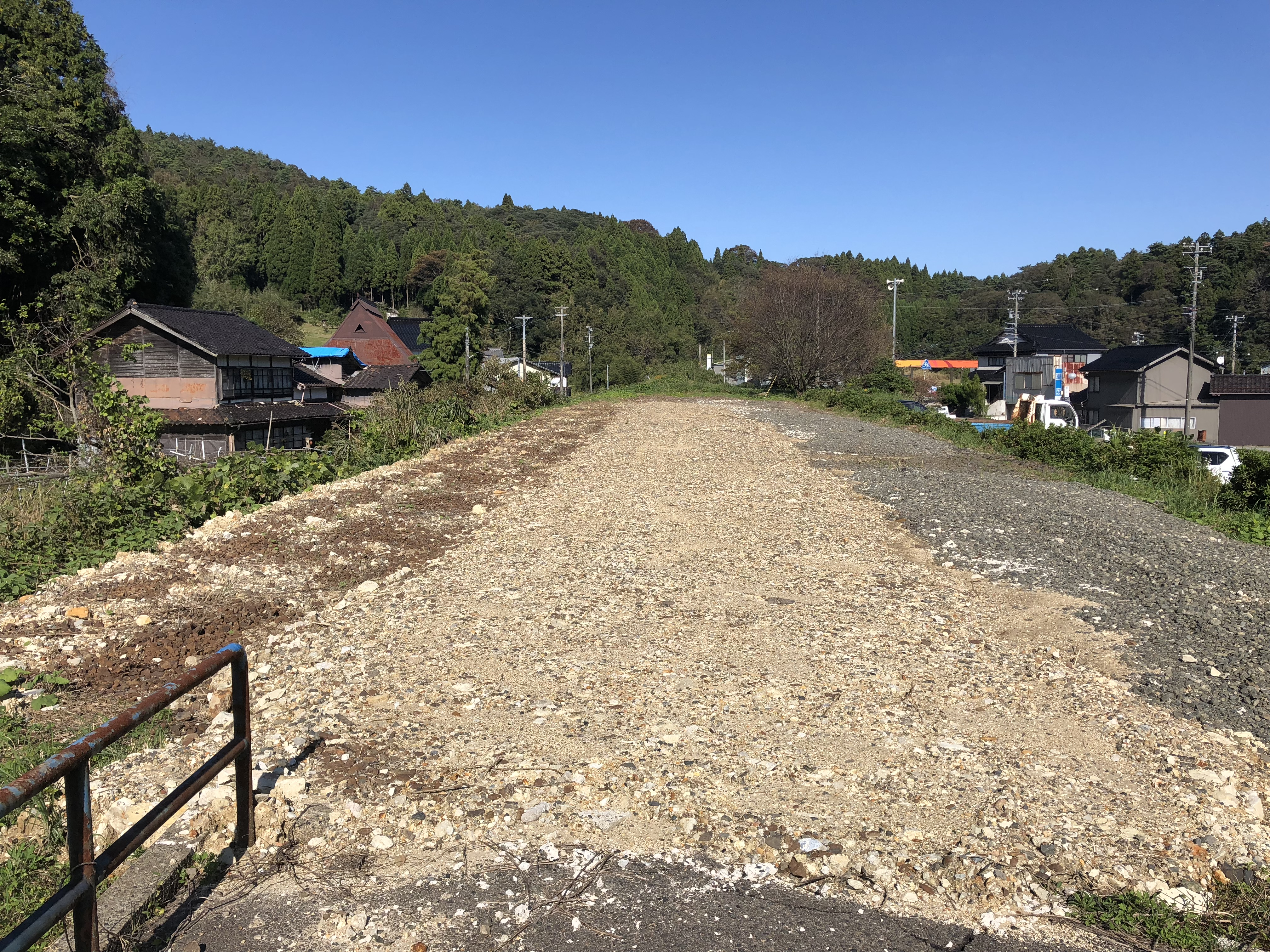
現時月台已經撤走
（2018年10月）

九十九灣小木站（日语：／ Tsukumowan-Ogi eki */?）是位於石川縣鳳珠郡能登町市之瀨，能登鐵道的能登線車站（廢站）。曾經此站是急行停靠站。此站被選為第2回中部車站百選之一。

## 歷史
- 1963年（昭和38年）10月1日 - 日本國有鐵道（國鐵）能登線宇出津至松波之間開通[1][2]，能登小木站（日语：／）啟用。當時為業務委託車站。
- 1987年（昭和62年）4月1日 - 伴隨國鐵分割民營化，車站由西日本旅客鐵道（JR西日本）營運。
- 1988年（昭和63年）3月25日 - 能登線由能登鐵道繼承[1][2][3]。此站改名為九十九灣小木站[4]。同一時期重建了車站大樓。
- 2005年（平成17年）4月1日 - 能登線廢除，此站也被廢除[1][2]。

## 車站構造
截至車站廢除前，車站是一座地面車站，設有1面2線的島式月台。此站設有車站大樓。

## 車站周邊
- 能登町立小木中學（日语：能登町立小木中学校）
- 能登町立小木小學
- 九十九灣（日语：九十九湾）
- 能登海洋親睦中心
- 小木漁港
- 小木郵局
- 百樂莊（日语：百楽荘 (石川県の旅館)）
- 能登金普拉酒店（能登勞工廣場）
- 金澤大學理工學域能登海洋水產中心
- 金澤大學環日本海域環境研究中心臨海實驗設施

## 相鄰車站
能登鐵道
能登線
繩文真脇－九十九灣小木－白丸

## 注腳
1. 1 2 3   (PDF). 能登町広報情報推進課. 2017-04-01  [2021-02-23] （日语）.
2. 1 2 3  寺田裕一. . Neko出版. 2010-12-29: 9. ISBN 978-47770-1091-2 （日语）.
3. ↑  . 中日新聞Web. 2020-12-05  [2021-02-23]. （原始内容存档于2022-02-17） （日语）.
4. ↑  寺田裕一《ローカル私鉄列車ダイヤ25年 西日本編》，JTB，2004年，44頁。ISBN 4-533-05585-0